# Pole

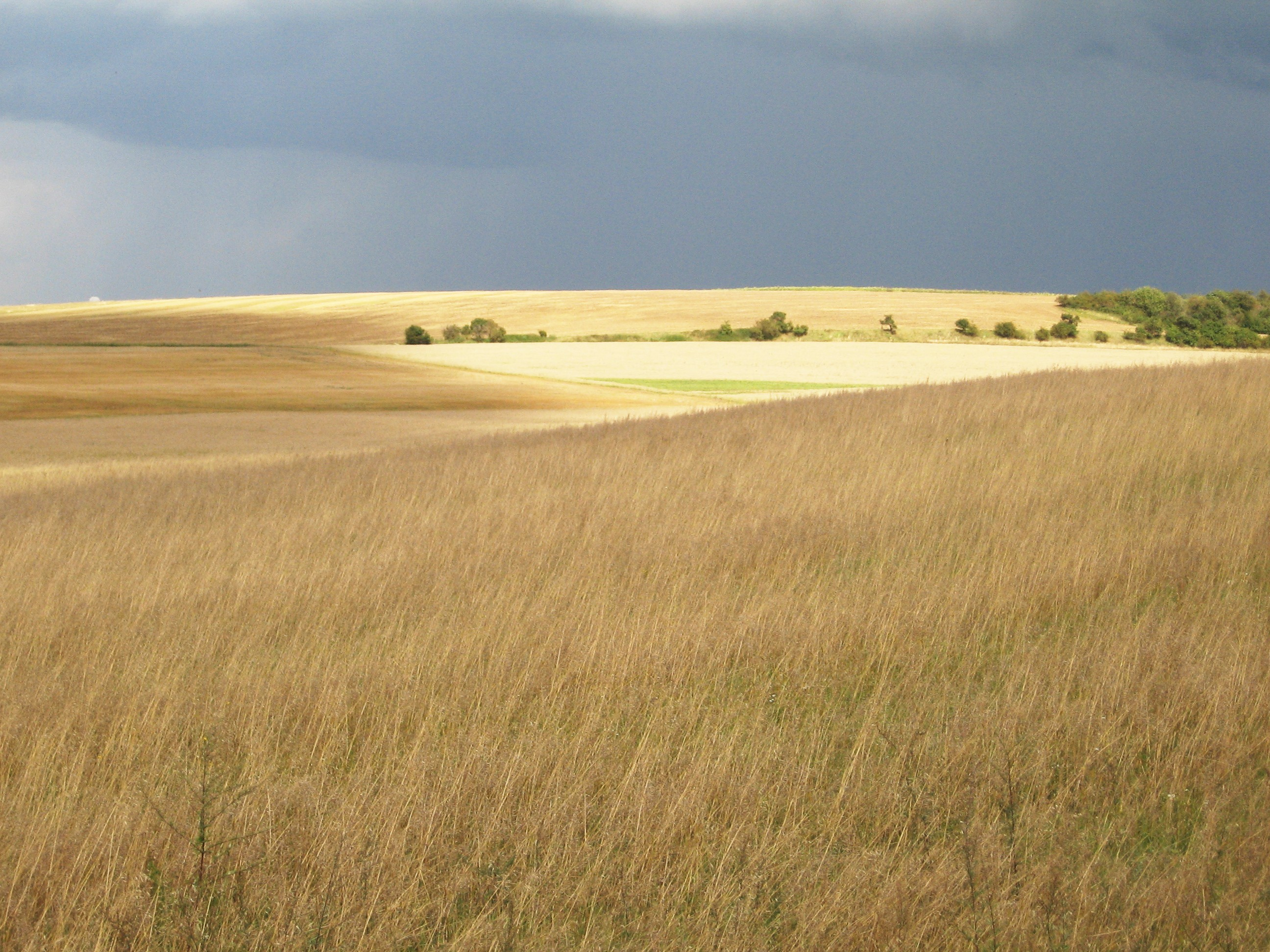
Lán v Česku

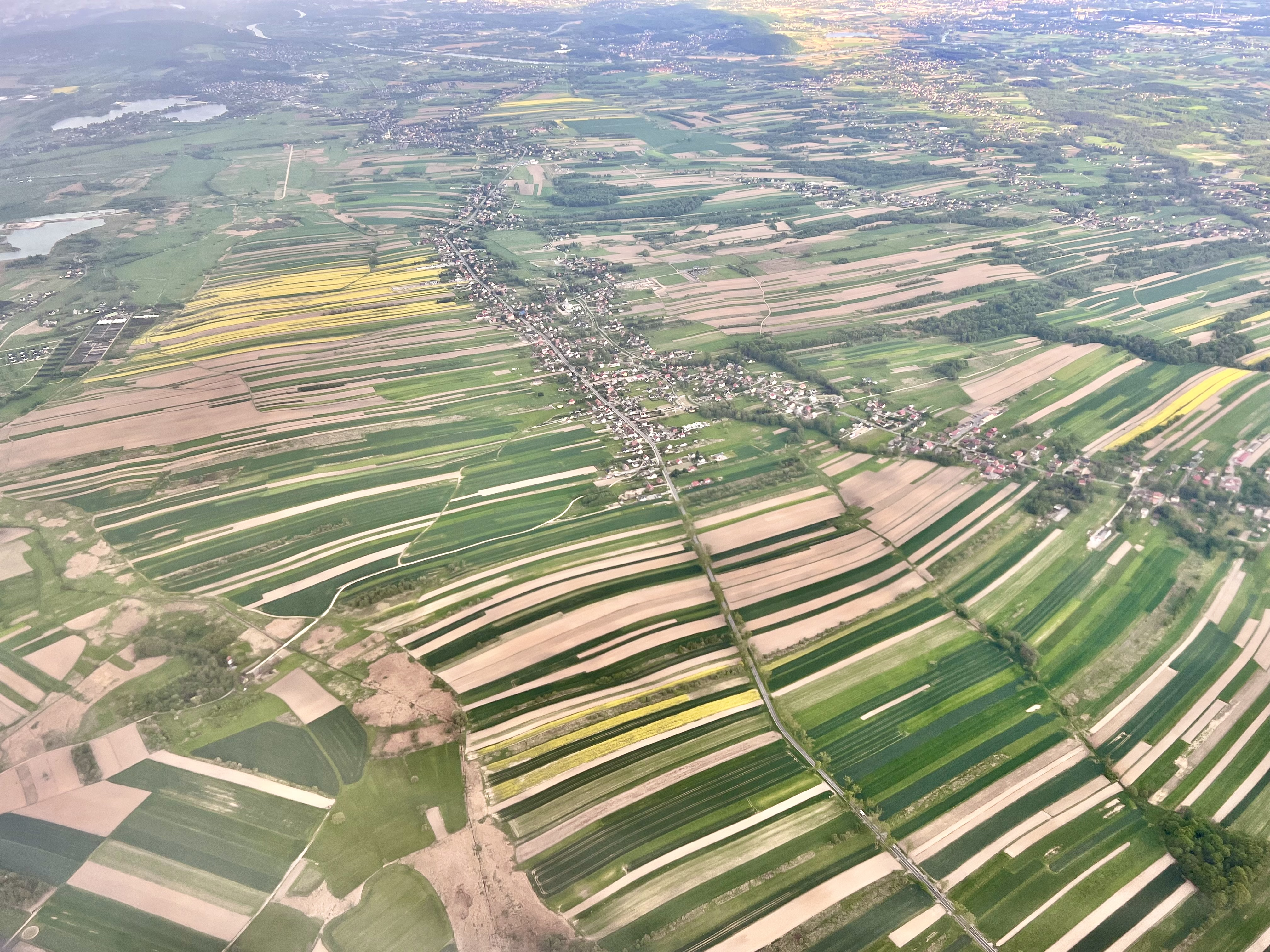
Úzká pole v Polsku (jaro 2022)

V zemědělství výraz pole nebo polnost (archaicky také role) označuje část půdy určenou k pěstování jednoho typu rostliny – v mírném podnebném pásu nejčastěji obilovin, olejnin, okopanin, přadných rostlin.
V zemědělské krajině jsou od sebe jednotlivá pole často oddělena mezemi (úzký pás neobdělávané země mezi poli), případně jsou v polích i křovinaté ostrůvky s několika stromky, remízky.

## Historický vývoj
V českých zemích byla tradiční úzká pole rozdělená mezemi. V době kolektivizace, koncem 40. a v 50. letech 20. století, byli zemědělci nuceni vstupovat do zemědělských družstev kolchozního typu – JZD (v první fázi dobrovolně). V roce 1950 byla usnesením ÚV KSČ rozdělena JZD do čtyř typů. Počínaje JZD II. typu byla jednotlivá pole rozoráváním mezí spojována do velkých lánů. (Lán byl původně plošnou jednotkou.) 
V Polsku, kde k takové míře kolektivizace nedošlo, se zachovala drobná políčka i přes dobu komunistické vlády.